# Esparto (Califórnia)
Esparto é uma região censitária localizada no estado americano da Califórnia, no Condado de Yolo.

## Demografia
Segundo o censo americano de 2000, a sua população era de 1858 habitantes.

## Geografia
De acordo com o United States Census Bureau tem uma área de 2,1 km², dos quais 2,1 km² cobertos por terra e 0,0 km² cobertos por água. Esparto localiza-se a aproximadamente 64 m acima do nível do mar.

## Localidades na vizinhança
O diagrama seguinte representa as localidades num raio de 40 km ao redor de Esparto.